# The House of the Dead 4
The House of The Dead 4 (lit. La casa de los muertos 4) es el cuarto videojuego de la saga The House of the Dead, liberado para arcade el 30 de octubre de 2005 en Japón y para la consola PlayStation 3 el 19 de abril de 2012 en ese mismo país. Se le considera secuela para la segunda entrega de la saga, y por ende precuela de la tercera; cubriendo un vacío existente en los videojuegos mencionados. En esta cuarta parte de la historia se comienza con un subfusil con granadas (por primera vez) según el juego. Además, es el último fragmento de la saga que contiene los jefes relacionados con el Tarot, y el último en utilizar antorchas como vidas.
También es el primer juego arcade en utilizar la placa de Sega Lindbergh, cuya tecnología es admitible al convertirse en un formato para PlayStation 3, debido a que ambos motores tienen colaboración de NVIDIA. 

## Jugabilidad
El juego incorpora granadas que el jugador puede tirar para destruir un gran número de enemigos. Además, se pueden obtener al completar ciertas tareas o por cajas de tiro. En algunos puntos en el juego, los jugadores están obligados a sacudir el arma vigorosamente con el fin de escapar de ciertas situaciones. El juego cuenta con caminos ramificados. La mayoría de los caminos conducen al mismo punto en la historia del juego. Al igual que con La casa de los muertos III, hay un bonus de fin de etapa en la que los jugadores pueden recibir vidas extra dependiendo de tiros críticos, la exactitud, y la puntuación. Otro factor que retorna es la presencia de la barra de "Cancelar" (Cancel) contra los jefes del juego.
El juego se ejecuta en un contador de disparos crítico en el que se anima al jugador a ir a disparando a la cabeza del zombi en vez de rociarle munición al enemigo. Comienza como bueno, excelente, increíble y perfecto. Si el jugador es dañado, o mata a un enemigo cuyo disparo no va por la cabeza se reinicia el contador. Los enemigos más comunes tienen tres ataques. Un "ataque normal", una "apropiación", y un "empuje". Los principales inflige un punto de daño, mientras que la segunda fuerza inicia una secuencia de temblores que, de tener éxito, empuja hacia atrás a los atacantes para su más sencilla eliminación , pero si no se tiene éxito, dará lugar a que el jugador sea mordido o que el personaje del jugador sea arrojado al suelo y quede vulnerable. Múltiples zombis también pueden acumularse en la parte superior de ambos jugadores en un intento de pisar sobre ellos.
También hay un número de secretos en el juego. Diferentes tesoros escondidos, como monedas y formas de oro, lo que aumenta la puntuación del jugador, así como "vidas", etc. se pueden encontrar mediante la interacción con los entornos del juego. El sistema de bonificación ("Life Bonus") se aparta de los juegos anteriores, donde la vida se gana por el ahorro de rehenes; la pérdida de estos eventos están sustituidos con un aumento de las vidas extra en el medio del ambiente. También hay "habitaciones de tesoros" que se pueden acceder usando diversas técnicas (tales como disparar un determinado lugar o lanzar una granada en un área determinada), que contienen varios elementos que se pueden obtener a la vez dentro de un tiempo limitado. 

## Sistema de Video
The House of the Dead 4 es el primer juego de shooter electrónico que cuenta con una pantalla panorámica de alta definición. Las diferentes pantallas utilizadas para cada uno de los modelos son los siguientes: 
- Modelo Mitsubishi 2005 62": Retroproyección DLP 16:9 de relación para el gabinete "Super Deluxe "(aunque los modelos posteriores del juego usarían Toshiba, Zenith Electronics, y LG como retroproyección).
- Modelo LG 2005 52": DLP de proyección trasera 4:3 de relación para el gabinete de tamaño "Deluxe", y de 29" del equipo de Sanwa cuyo CRT tiene una relación de 4:3 televisivo para el gabinete vertical (aunque establecer un CRT y que pueda sólo aceptar una señal de 480i, tiene una pantalla de alta resolución de 676 puntos por 625 líneas). El juego corre en 1080i en los gabinetes Deluxe y Super Deluxe y en 480i en el armario estándar.

La señal de vídeo está conectado a través de un adaptador de DVI a HDMI para el gabinete Super Deluxe, VGA para el gabinete de lujo, y S-Video en el gabinete estándar.

## Historia
- Capítulo 1 - Escape: Empieza con el veterano James Taylor junto con la novata Kate Green en un edificio. Mientras platican, se suscita un temblor por un corto tiempo; James ve las cámaras de seguridad, y posteriormente con esto empiezan a luchar por sus vidas. Escogen la izquierda para ir a otro camino, mientras eso, ven una gran horda de zombis. corren a un elevador, pero son agarrados por Justice Type 53, una vez este muerto los agentes se van.
- Capítulo 2 - Lost: Tras lo anterior, van a un sistema de desagüe donde hay un lugar secreto que Goldman planeó un "bombardeo mundial" (desde el año 2000). Se encuentran en otro elevador pero se topan con Lovers Type 65.
- Capítulo 3 - Emptiness: Están alrededor de las estación con más hordas que nunca, cuando van en un tren, aparece por sorpresa Empress Type 1210, luego de esto saltan del tren debido al camino cerrado.
- Capítulo 4 - Despair: Casi cerca del edificio, tienen que librarse como puedan de muertos vivientes, en medio de esto aparece Temperance Type 483. Cuando lo derrotan, van a lo más alto de otro edificio; la ciudad es un caos.
- Capítulo 5 - Reunion: Antes de ir por segunda vez al edificio, Goldman da sus mensajes recientes y comienza seriamente con el bombardeo, ellos van (otra vez) al puente. Ya dentro, se enfrentan con The Star Type 1, este jefe daña a James.
- Capítulo 6 - Hope: Con sus últimos esfuerzos, van al edificio a detener a Goldman pero es inevitable. Bajan para enfrentarse con The World Type β; este jefe tiene tres fases; en la última se libera de su cuerpo y obliga a James a sacrificarse en una explosión para ganar. Kate queda sola y triste.

Nota: En un ending aparece el agente G despidiéndose de James y la historia continúa con la entrega anterior.

## Personajes
- James Taylor

A sus 38 años de edad, el agente es reconocido como veterano de la AMS estadounidense. Sin embargo, lucha constantemente contra la pesadilla del incidente de Goldman ocurrido hace 3 años. Es un hombre cuya personalidad tiene un espíritu fuerte que no renuncia a la esperanza, ni a su sentido de justicia. Termina sacrificándose para detener el avance evolutivo de The World Tipo β tras detonar su PDA.
Su aspecto en comparación de The House Of The Dead 2 es muy similar al de Rogan de The House of the Dead.
- Kate Green

Una agente estadounidense que se reclutó en la AMS hace poco. Pese a esto, puede responder a momentos increíblemente peligrosos incluso en circunstancias de actitud casual. Con el tiempo, aprende a no rendirse hasta el final, y en poseer una alta dosis de esperanza.
- Caleb Goldman

Es el autor intelectual de los últimos hechos pertenecientes a la corporación DBR, quien se suicidó después de advertir a los agentes sobre la continuación de los hechos. En ello, vemos su monólogo personal sobre la humanidad, poco antes de la llegada de los agentes, y cómo programa sus mensajes aún incluso después de su muerte.
Su diálogo con James, es muy diferente al que se vio en The House Of The Dead 2
- Thomas Rogan

Es un agente de la AMS que apareció tanto en el caso de Curien, como al final en el caso de Goldman. Es mencionado por James cuando alcanza una clasificación alta al final de cada nivel.
- Gary Stewart

Es un agente de la AMS que trabajó con James en el caso de Goldman. Solo aparece en un Flashback al presentar el 6° nivel.
- G

Es un agente de la AMS que trabajó en los casos de Curien y Goldman. Voló a Europa para hacer un seguimiento de este último caso tras haber progresado catastróficamente. Solo aparece en un ending especial, donde se despide de James y que continuarán con su lucha.
Reaparece en HOTD4 Special con una apariencia bastante diferente a la del cameo final (la cual posee una apariencia cercana al The House of the Dead III) y ayuda a Kate para detener la fuente de las criaturas en un laboratorio oculto en la capital. Por primera vez en la saga, le corresponde ser el 1° jugador.
- El Hombre Misterioso

Una identidad desconocida que solo aparece en un final especial, en el que critica a Goldman por ser "suave" con los humanos tras mencionar la posibilidad de esperanza en ellos (probablemente haya aparecido por el edificio después de los acontecimientos) y alegando la existencia de otra Caja de Pandora , una cámara donde las creaciones de los "no muertos" se llevan a cabo antes de la liberación. Es rengo de una pierna y tiene el pelo blanco, además, a diferencia del The House of the Dead III, es visible su rostro pero sus datos todavía siguen siendo un misterio. 
En el especial, cuando Magician es derrotado aparece en la cámara de liberación de los mutantes en donde deja su último mensaje: "Entonces la Caja de Pandora ha sido cerrada. Si aún queda algo de esperanza, la Ruleta del Destino no puede ser detenida."

## Jefes
- Justice Type 53: Este jefe posee su cara descuartizada, y tiene cuatro brazos, además de cadenas.
- Lovers Type 65: Es una araña tarántula gigante semejante a Hermit de la primera entrega; a diferencia de esta, expulsa pequeñas arañas.
- Empress Type 1210: Robot femenino similar a Strength.[cita requerida]
- Temperance Type 483: Ser gigantesco que además tiene la capacidad de rodar a toda velocidad.
- The Star Type 1: Jefe con estructuras antropomorfas. Lleva una capucha (se presume que es Goldman).
- The World Type β: Ser gigantesco con apariencia de hielo y tres fases: Una enorme con alas; otra igual sólo que con estas más largas, y ataques nuevos; y la tercera con forma humanoide.
- Magician Type 0: Un ser alto casi humanoide, con extremidades de garras largas y dos cuernos grandes en la cabeza.

## The House of The Dead 4 Special
The House of The Dead 4 Special es una atracción para dos jugadores basado en The House of The Dead 4. La historia del juego continúa inmediatamente después de los sucesos del 4° juego original.

### Mecánica
Los jugadores entran en una habitación cerrada, se sientan y se ponen el cinturón de seguridad. El juego hace uso de dos pantallas de 100 pulgadas, una delante de los jugadores y otra detrás de los mismos, así como un sistema de sonido de cinco altavoces, dando la impresión de que los enemigos están atacando desde todas las direcciones. El asiento tiembla cuando los zombis atacan a los jugadores, y también son embestidos con aire siempre que reciben algún daño. El asiento gira automáticamente en 360 grados para enfrentarse a los zombis por cual pantalla estén atacando. El juego también cuenta con una nueva adición de una barra de vida. Si se ven afectados los jugadores la barra de vida disminuye. Si la barra de vida se reduce a cero el juego habrá terminado. No dispone de "Continues".

### Historia
El año es 2003. Perdiendo contacto con su compañero James, Kate intenta arreglárselas por su propia. Tras llegar a la capital, Kate se asocia con el agente G donde ambos parten hacia el laboratorio oculto que es la fuente de todo esta catástrofe. Tras llegar por una entrada subterránea, son recibidos una vez más por "Justice Tipo: 0053", donde los persigue por todas las áreas del búnker que los conduce hasta la fuente principal.
Tras ser derrotado, los agentes se adentran al núcleo del laboratorio donde una horda de zombis buscan impedir su paso (sin éxito) para proteger a la última creación. Al llegar a las máquinas incubadoras al final, y tras evadir un bombardeo, Kate y G vuelven a ser recibidos por "Magician Tipo:0", cuyo punto débil, curiosamente no puede ser detectado por el PDA de G, y libran una última batalla.
Tras vencerlo, Magician dará una oportunidad a los jugadores de que arrojen una granada a la "Caja de Pandora":
- Si lo hacen con éxito, finalmente Magician perecerá con su última frase: "Nada puede borrar mi dolor", y explotará. Al final, los agentes continuarán su trabajo volviendo a las calles de la ciudad.
- Si fracasan, Magician activará un mecanismo que revelará a los jugadores múltiples clones de éste, y G le contestará "Quien sigue?", causando una risa maléfica en Magician. El juego habrá terminado.

Dependiendo de la puntuación, es posible ver otro final con la aparición del hombre misterioso, portando una vez más, el tubo con los genes de los jefes.

### Legado
Actualmente, no hay ninguna ubicación de esta versión del juego en donde se pueda ver: La máquina en GameWorks en Schaumburg, Illinois fue retirado debido a las averías constantes. La máquina que GameWorks tenía en Las Vegas, Nevada ya ha sido vendida a un coleccionista privado. Este juego también ha sido visto en Europa, Japón, Brasil, Rusia, Dubái, el Muelle de los Pescadores de Macao, y en Hong Kong en Mega Box.
Afortunadamente, con el lanzamiento de la versión para PS3, se incluye como contenido adicional el especial de HOTD4 que se desbloquea completando el juego normalmente. En esta versión, se devuelve el sistema de vidas tradicional (reemplazando la barra de vidas en la atracción original) y se elimina definitivamente, el sistema de compatibilidad de pareja que aparecía apenas se completaba el juego, donde indicaba en porcentajes la relación de los jugadores según como manejaban el juego.

## Supuestas notificaciones
Hasta la fecha, sólo está disponible en arcades y para la consola PlayStation 3 en forma de descarga digital, con un peso de alrededor de 4GB y un precio de 8€ en PSN (5€ en PSN+).
- Datos: Q2698836